# Gradius II: Gofer no Yabō
Ne pas confondre avec Gradius 2 sorti sur MSX en 1987.
Gradius II: Gofer no Yabō (グラディウスII -GOFERの野望-, traduit par Gradius II : L'Ambition de Gofer), nommé Vulcan Venture en Europe, est un jeu vidéo de type shoot them up développé et édité par Konami en 1988 sur borne d'arcade. Il s'agit d'une autre suite de Gradius.

## Système de jeu
Le jeu est similaire à son prédécesseur (shoot them up à défilement horizontal), mais il ajoute les innovations apparues dans Salamander, le spin-off de Gradius paru l'année précédente.
Il s'agit aussi du premier jeu de la série où apparaît la « boss parade », un niveau entièrement constitué de duels contre des boss issus des précédents Gradius ou de Salamander.